# Андреевка (Седельниковский район)
Андреевка — деревня в Седельниковском районе Омской области. Входит в состав Голубовского сельского поселения.

## История
Одно из первых упоминаний об Андреевке можно найти в книге "Волости и населенные места Тобольской губернии 1894 год", насчитывалось 14 крестьянских дворов, общая численность населения - 35 человек (20 мужчин и 15 женщин). В 1928 г. состояла из 23 хозяйств, основное население — русские. В составе Голубовского сельсовета Седельниковского района Тарского округа Сибирского края. Ранее входила в состав Тобольской губернии Тарского уезда.

## Население
| 1926 | 2010 |
| ---- | ---- |
| 134  | ↘17  |